# Transkobalamina
Transkobalaminy – hydrofobowe białka transportowe transportujące witaminę B12 (kobalaminę) we krwi.
Umożliwiają one silnie polarnej cząsteczce kobalaminy przenikanie przez błony komórkowe.
Wyróżniamy dwa rodzaje transkobalaminy: TC I i TC II:
|                              | Transkobalamina II | Transkobalamina I (haptokoryna)                                                              |
| Frakcja w elektroforezie     | β-globulina | α-globulina                                                                                  |
| Biologiczny okres półtrwania | krótki (około 1h) | długi (kilka dni)                                                                            |
| Funkcja                      | Tworzenie kompleksów z kobalaminą wewnątrz enterocytów jelita krętego. Wydzielanie kompleksów do krwi żyły wrotnej. Transport i łączenie z receptorami tkankowymi → pinocytoza kompleksów przez komórki docelowe. | Wychwytywanie toksycznych analogów kobalaminy i przenoszenie ich do wątroby, szpiku kostnego |
| Ilość związanej witaminy B12 | 25% | 75%                                                                                          |

Tylko kobalamina związana z TC II jest aktywna biologicznie (możliwa do wykorzystania przez komórki docelowe). Stanowi ona około 25% całej puli witaminy B12 i nazywana jest holotranskobalaminą.